# ウマル・シャイフ2世
ウマル・シャイフ2世（Umar Shaikh II, 1456年 - 1494年6月10日）は、ティムール朝、フェルガナの君主。ムガル帝国の初代君主バーブルの父でもある。

## 生涯
1456年、ティムール朝の君主アブー・サイードの息子として、サマルカンドで生まれた。
1494年6月10日、ウマル・シャイフは城内の鳩小屋が倒壊する事故に巻き込まれて死亡した。その後、息子のバーブルが11年間フェルガナの領主であった。